# Yenín
Yenín (/ʒəˈniːn/ⓘ, en árabe: جنين‎ Ŷenīn) es una ciudad palestina en la zona norte de Cisjordania, capital de la gobernación de Yenín y centro administrativo de referencia para las ciudades circundantes. Según la proyección de población realizada por la Oficina Central de Estadísticas de Palestina, la ciudad de Yenín tiene 57.052 habitantes a mediados de 2024.

## Etimología
Yenín se conoció en la antigüedad como el pueblo de "Ein Yenín" o "Tel Yenín", y sus restos se encuentran en el centro de lo que hoy es el distrito comercial de la ciudad. La palabra عين ʿayn significa manantial en árabe y en hebreo, y la palabra "Yenín" podría estar relacionada con la palabra hebrea גַּן ("gan") y la palabra árabe جنّة (yanna), ambas con un significado similar al de la española "jardín". El nombre arabizado Yenín es una derivación de su nombre original.

## Historia

### Historia antigua
A Yenín se la ha identificado con la ciudad cananea llamada Gina o Ginah en las Cartas de Amarna del siglo XIV a. C.
Cuatro lámparas de terracota de origen fenicio datadas del siglo XVIII a. C. fueron descubiertas en Ain Yenín por el arqueólogo G. I. Harding, y se han interpretado como una prueba del contacto y el comercio entre los residentes del Yenín de aquella época y los de Fenicia. Durante la época romana se la conoció como Ginae y estuvo poblada exclusivamente por judíos samaritanos (en hebreo, כותים). A los habitantes de Galilea se les animaba a pasar por la ciudad en sus peregrinajes anuales a Jerusalén.
En época romana se la conoció como Ginae, y pertenecía al distrito de Sebastiya.

### Época mameluca
Al-Dimashqi dejó escrito cerca del año 1300 que tras el ascenso del “poder turco”, el imperio se dividió en nueve “sub-reinos” o mamlakat. Yenín aparecía en la lista de ciudades pertenecientes al subreino centrado en Safed.
Yaqut describió Yenín como “una pequeña y hermosa ciudad, ubicada entre Nabulus y Baisan, en la provincia del Jordán. Hay mucha agua y muchos manantiales allí, y la visitó a menudo”.
A finales del siglo XIII, los emires mamelucos establecidos en Yenín recibieron la orden de Qalawun, el sultán, de “cabalgar cada día con sus tropas ante la fortaleza de Acre para proteger la costa y los mercaderes”.

### Época otomana
Durante el control otomano de Palestina (1517-1918), Yenín, Lajjun y la zona del Carmel estuvieron gobernados durante parte del siglo XVII por la familia beduina de los Turabay. A mediados del siglo XVIII, Yenín fue elegida como la capital administrativa de los distritos de Lajjun y Ajlun. Hay ciertos signos de que la zona de Yenín y Nablus permaneció autónoma de facto bajo mandato otomano y de que el imperio tuvo que pelear para conseguir recaudar impuestos allí. Durante la campaña de Napoleón en Egipto, que se desplazó a Palestina y Siria en 1799, un funcionario local de Yenín escribió un poema enumerando a los líderes locales y exhortándoles a que se resistieran a Napoleón, aunque sin mencionar al sultán o la necesidad de proteger al Imperio Otomano.

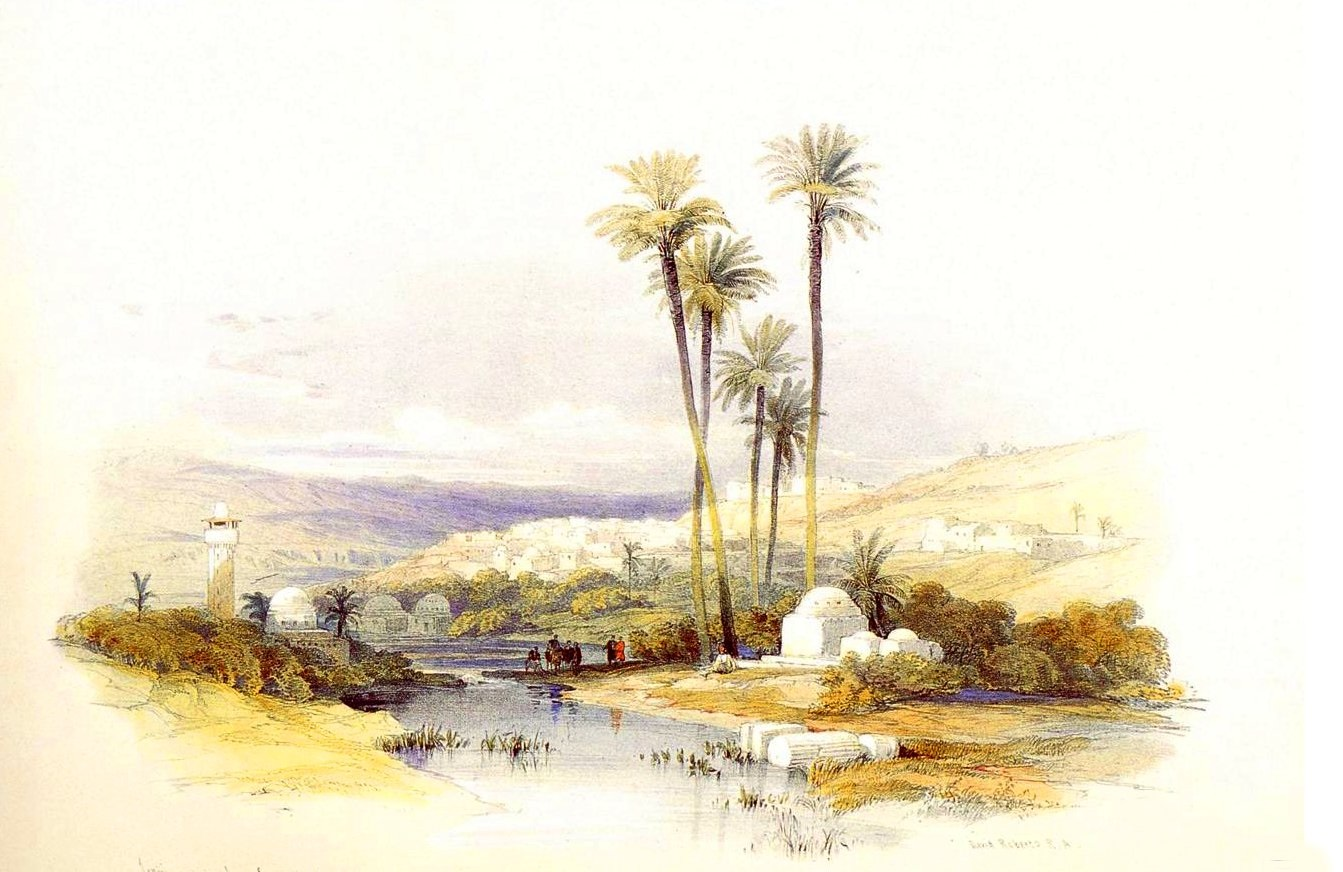
Yenín en 1839, según fue pintada por David Roberts

A finales del siglo XIX, algunos miembros de la familia Jarrar, que formaban parte de la mallakin (elite de familias de terratenientes) de Yenín, cooperaron con los mercaderes de Haifa para establecer una empresa de exportaciones allí. El explorador francés Victor Guérin visitó Yenín en 1870. En 1882, la Fundación para la Exploración de Palestina describió Yenín en su Estudio sobre Palestina Occidental como “la capital del distrito, residencia de un Kaymakam, una ciudad de unos 3.000 habitantes con un pequeño bazar. Las casas están bien construidas con piedra. Hay dos familias de cristianos católicos; el resto son musulmanes. Hay un manantial al este de la ciudad y lo han dirigido hacia un gran embalse en el lado occidental, bien construido con piedras cuadradas, con una gran piedra atravesada. Este embalse fue construido por ‘And el Hady, Mudir de Acre, a comienzos de siglo (…). Al norte de la ciudad está la pequeña mezquita de ‘Ezz ed Din, con una cúpula de considerable tamaño y un minarete”.

### Mandato británico de Palestina
Como resultado de la derrota del Imperio Otomano en la Primera Guerra Mundial, las antiguas regiones otomanas de Palestina, Transjordania e Irak quedaron bajo mandato británico y las de Siria y Líbano fueron asignadas a Francia. 

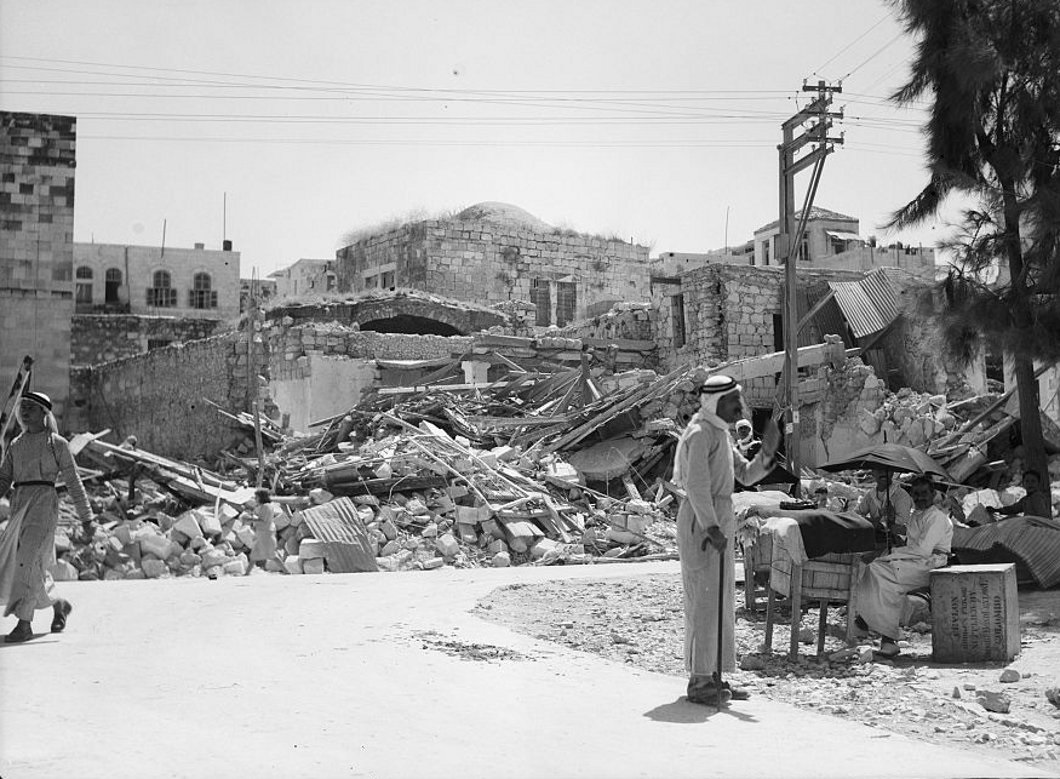
Edificios dinamitados por los británicos en Yenín, 1938

De acuerdo con el censo llevado a cabo en 1922 por las autoridades del mandato británico de Palestina, Yenín tenía una población de 2.637 habitantes, de los cuales 2.307 eran musulmanes, 7 judíos, 108 cristianos, 212 hindúes y 3 sijs. En la década de 1920 surgieron en Yenín y en la vecina Nazaret una serie de partidos políticos agrarios instigados por el yishuv en un intento de dividir al naciente nacionalismo palestino. Su población había subido ligeramente en el censo de 1931, con 2.706 habitantes. Como consecuencia de la revuelta árabe de Palestina de 1936-1939, Yenín se convirtió en un foco de rebelión contra el control británico de Palestina. Hacia el verano de 1938, los habitantes de la ciudad se embarcaron en “una intensa campaña de asesinatos, intimidaciones y sabotaje” que causó a las autoridades británicas una “gran preocupación”, según un informe británico en la Sociedad de Naciones. La ciudad jugó un importante papel en la revuelta, motivada por la muerte de Izzedin al-Qassam en un enfrentamiento armado con la policía colonial británica en la vecina ciudad de Ya’bad apenas unos meses antes del comienzo de dicha revuelta. El 25 de agosto de 1938, el día después de que el Asistente del Comisionado del Distrito fuese asesinado en su oficina de Yenín, una gran fuerza militar británica entró en la ciudad con explosivos. Tras ordenar a sus habitantes abandonar la ciudad, los soldados volaron cerca de un cuarto de la misma. Yenín fue usada como base de operaciones del Ejército Árabe de Liberación de Fawzi al-Qawuqji, y desde allí partió su primer ataque contra las fuerzas sionistas del kibutz Mishmar HaEmek.

### Ocupación jordana

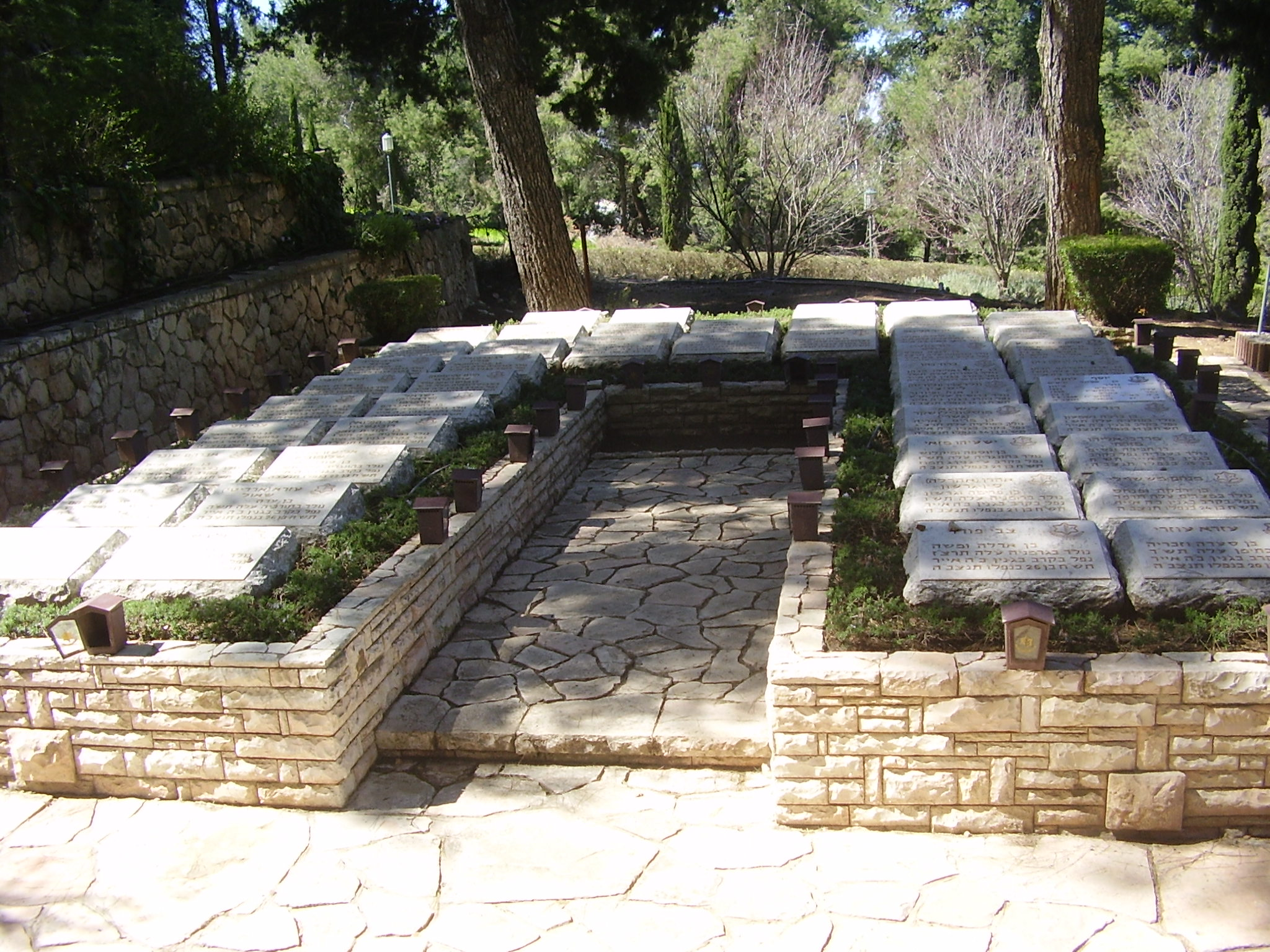
Fosa común de los soldados israelíes muertos en la batalla de Yenín de 1948

La ciudad de Yenín quedó asignada al estado árabe de Palestina en la resolución 181 de las Naciones Unidas, que establecía la partición del Mandato Británico de Palestina en un estado árabe y otro judío. La no aceptación de dicha resolución por parte de la mayoría de la población palestina y de los estados árabes circundantes desembocó en la guerra árabe-israelí de 1948, en la que tropas del ejército iraquí defendieron la ciudad de los ataques israelíes. Aunque fue tomada brevemente por la Brigada Carmel del ejército israelí durante la "Ofensiva de los Diez Días" que siguió a la cancelación del primer alto el fuego, dicha ofensiva fue en realidad un señuelo para distraer tropas árabes del sitio de Jerusalén, y los avances en el sector de Yenín se abandonaron rápidamente cuando llegaron los refuerzos árabes. Yenín fue, de hecho, una de las pocas ciudades palestinas donde las tropas árabes se defendieron con éxito de las ofensivas israelíes, y fue gracias a esa resistencia que no quedó del lado israelí tras el armisticio. Al final de la guerra se construyó un cementerio a las afueras de Yenín en el que fueron enterrados los cuerpos de los soldados iraquíes y los combatientes locales que habían participado en la defensa de la ciudad. El campamento de refugiados de Yenín se creó en 1953 para alojar a los refugiados palestinos que habían sido expulsados o habían tenido que huir de sus casas, especialmente de la región de Haifa, ante el avance de las tropas israelíes en lo que se conoció como la Nakba. Durante 19 años, entre 1948 y 1967, la ciudad de Yenín estuvo bajo un régimen de ocupación jordana.

### Ocupación israelí
En 1967, Yenín fue capturado por el ejército israelí el primer día de la guerra de los Seis Días. Desde entonces, como el resto de Cisjordania, se encuentra bajo un régimen de ocupación militar israelí, pese a las reiteradas resoluciones de la ONU (la primera de ellas siendo la resolución 242) que exigen el retorno a las fronteras anteriores a 1967. Durante la Primera Intifada, entre 1987 y 1993, Yenín fue el objetivo de numerosas incursiones y asaltos del ejército israelí.
En 1996, y como resultado de los Acuerdos de Oslo, Israel entregó el control de la ciudad a la Autoridad Nacional Palestina. Conocida por los palestinos como "la capital de los mártires", las estadísticas israelíes afirman que al menos 28 terroristas suicidas salieron del campamento de refugiados de Yenín entre los años 2000 y 2003, en el contexto de la Segunda Intifada. El semanario del ejército israelí Bamahane atribuye a la ciudad de Yenín al menos 31 ataques con un total de 124 víctimas para el mismo periodo de tiempo, la cifra más elevada de todas las ciudades cisjordanas.

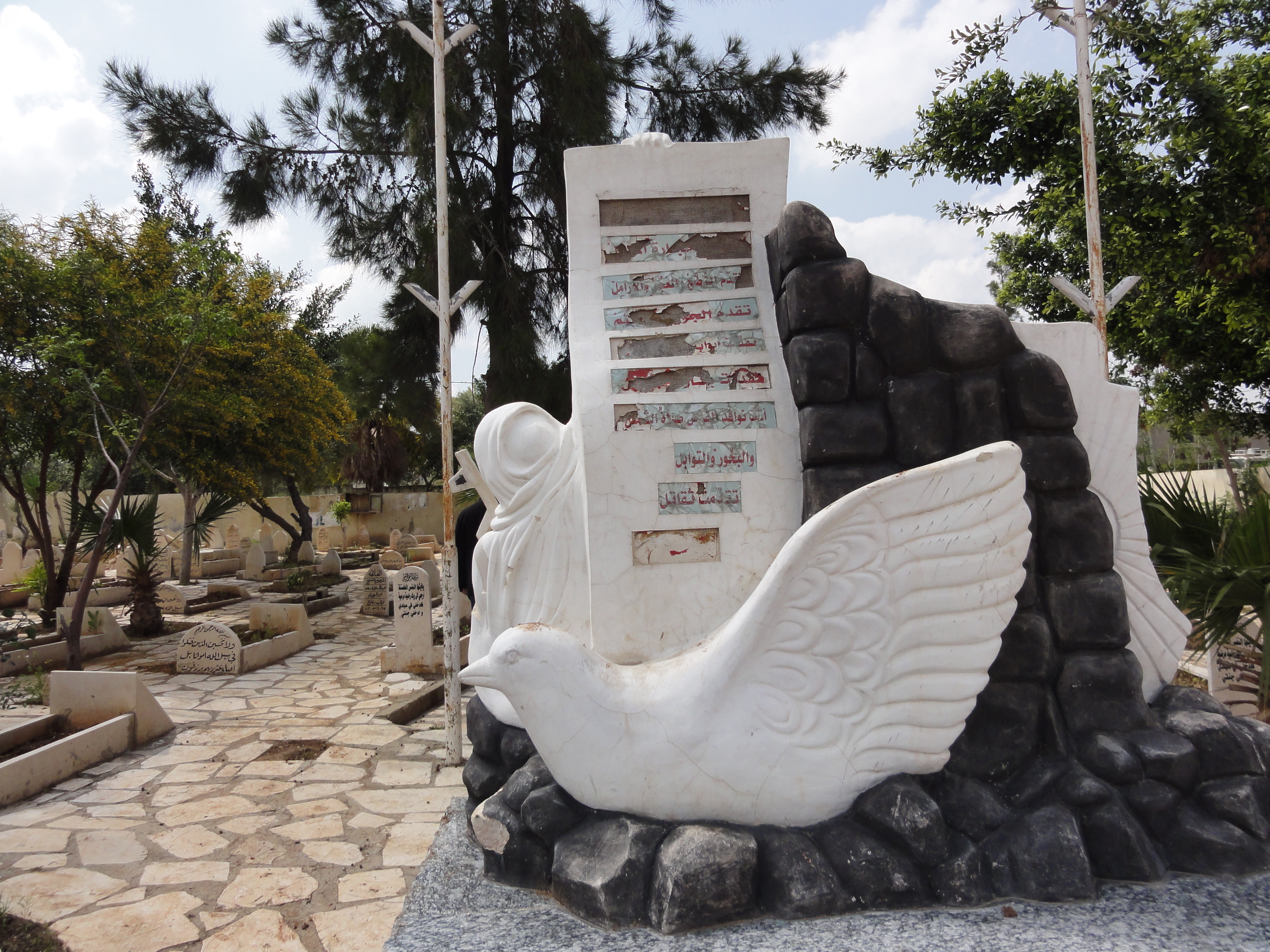
Monumento conmemorativo de la masacre de Yenín

En 2002, Israel llevó a cabo la Operación Escudo Defensivo con un saldo de unos 500 palestinos muertos. Habiendo declarado que su objetivo era desmantelar las estructuras de los grupos de milicianos palestinos para frenar los atentados suicidas, el ejército israelí rodeó y se adentró en seis importantes ciudades palestinas de Cisjordania, entre ellas Yenín. Durante la Batalla de Yenín, que se inició el 3 de abril de 2002, perdieron la vida 23 soldados israelíes y 52 palestinos, en torno a la mitad de ellos civiles. Human Rights Watch dejó constancia del enorme daño sufrido por el campamento de refugiados de Yenín, el principal campo de batalla por aquellos días, en el que los bulldozers israelíes demolieron más de 200 casas (aproximadamente un 10% del campamento), dejando 82.000 metros cúbicos de escombros, y cometieron una serie de crímenes de guerra. Numerosos testigos presenciales afirmaron que los soldados israelíes disparaban a gente desarmada y les negaban tratamiento médico, como consecuencia de lo cual acababan muriendo. Human Rights Watch ha declarado muchas de las muertes "ilegales" según el derecho internacional, como la de un hombre de 57 años en silla de ruedas al que dispararon y después aplastaron con un tanque a pesar de haber atado una bandera blanca a su silla de ruedas. Un hombre paralítico de 37 años se vio sepultado vivo bajo los escombros de su casa, pese a lo cual su familia no obtuvo permiso del ejército israelí para recuperar su cuerpo. Un niño de 14 años murió abatido por disparos de soldados israelíes cuando salió a comprar alimentos tras el levantamiento del toque de queda impuesto por el ejército. Los soldados también dispararon al personal médico (matando a una enfermera) que intentaba alcanzar a los heridos incluso aunque llevaban puesto el uniforme que los identificaba como miembros de la Media Luna Roja. También se informó de soldados que usaron a civiles palestinos como escudos humanos, como el caso de un padre que describió cómo un soldado israelí usaba el hombro de su hijo de 14 años para apoyar el rifle mientras disparaba. En al menos cuatro casos, la causa esgrimida por Israel para el asesinato de civiles en Yenín fue que se habían saltado el toque de queda o deambulaban por "zonas cerradas", un uso de fuerza letal que según Human Rights Watch es una vulneración del derecho humanitario internacional. Israel impidió la entrada de equipos de rescate, observadores de la ONU y periodistas a Yenín incluso después de que sus soldados se marchasen. Durante los años que sucedieron a estos hechos, Yenín ha sufrido numerosos y extensos toques de queda y asesinatos selectivos por parte de las tropas israelíes. 

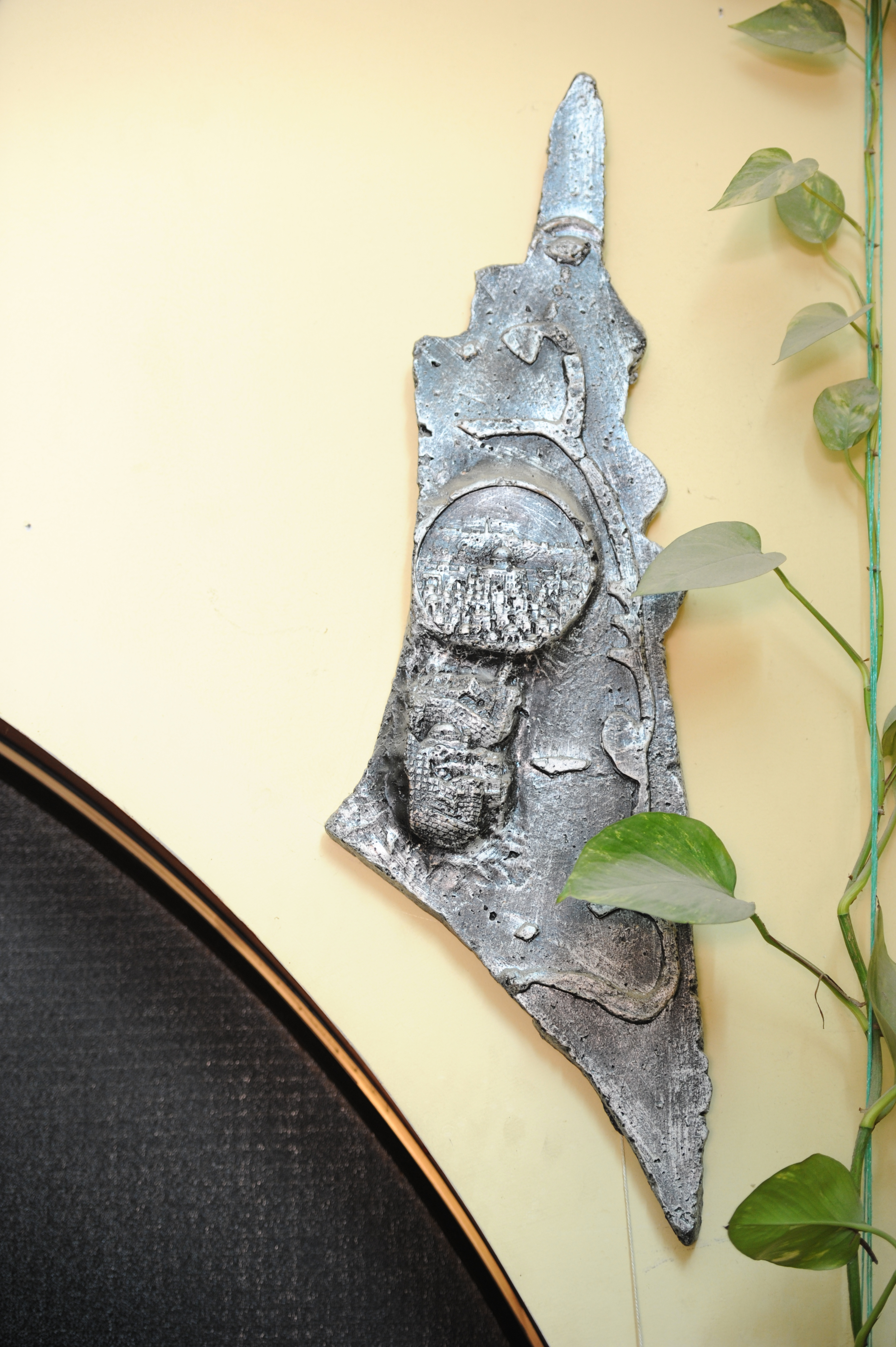
Teatro de la Libertad, en Yenín

En noviembre de 2002, un francotirador israelí mató en Yenín a Iain Hook, un cooperante británico que trabajaba para la ONU en la reconstrucción de la ciudad, cuando se encontraba en un complejo de la propia ONU. Israel afirmó inicialmente que sus soldados devolvían los disparos a alguien que había disparado desde el complejo, y que confundieron a Iain Hook con un terrorista y el teléfono móvil que llevaba en la mano con un arma, algo que quedó en entredicho al saberse que Hook, pelirrojo y de 54 años, estaba siendo observado por su francotirador con potente zum que le permitía distinguir perfectamente todos los detalles de su objetivo. Una resolución del Consejo de Seguridad de las Naciones Unidas que condenaba su asesinato fue vetada por EE. UU. En 2005, una investigación de un juzgado británico declaró su muerte como "asesinato ilegal". En octubre de 2003, una terrorista suicida de Yenín llamada Hanadi Jaradat se inmoló en el restaurante Maxims de Haifa, matando a 19 civiles israelíes. Su novio, su hermano menor y uno de sus primos habían muerto previamente a manos del ejército israelí.
En el contexto de la iniciativa Valle de Paz, un proyecto conjunto árabe-israelí se está desarrollando para promocionar el turismo en la zona de Yenín. En 2010, 600 nuevos negocios abrieron en Yenín, y la Feria de Comercio del Canaán tiene su base en la ciudad. El director del Teatro de la Libertad de Yenín, Juliano Mer-Khamis, fue asesinado por hombres enmascarados en abril de 2011. Mer-Khamis había fundado el teatro junto con Zakaria Zubeidi, un exjefe militar de las Brigadas de los Mártires de Al-Aqsa que había renunciado a la violencia.
Yenín siempre ha sido uno de los principales focos de resistencia palestina contra la ocupación israelí. El 11 de mayo de 2022, el ejército israelí asesinó en el campamento de refugiados de Yenín a Shireen Abu Akleh, una periodista palestino-estadounidense que cubría una incursión israelí en el campamento. Aunque lo negó inicialmente, el ejército israelí admitió finamente que había matado a la periodista, que llevaba puesto un chaleco con la palabra prensa en el momento de su muerte, "por error", aunque declaró que no enjuiciaría a los causantes de su muerte. Un mes después, soldados israelíes apoyados por helicópteros de combate asaltaron el barrio de al-Marah, matando a tres palestinos e hiriendo a un centenar. El ejército israelí siguió realizando incursiones casi diarias en el campamento, lo que llevó a frecuentes enfrentamientos con los milicianos locales. Por ejemplo, el 26 de enero de 2023 realizó una incursión que dejó un balance de 9 palestinos muertos, incluida una mujer de 61 años que murió de un disparo en el cuello en su propia casa, y más de 20 heridos, cuatro de ellos graves. En una incursión realizada el 20 de junio, un vehículo militar israelí recibió el impacto de una bomba improvisada a un lado de la carretera, y la consiguiente operación para rescatar a los soldados heridos, en la que participaron drones y helicópteros de combate, llevó a la muerte 7 palestinos, incluidos un chico y una chica, ambos de 15 años, y más de cien heridos. Apenas dos semanas después, el 3 de julio de 2023, el ejército israelí lanzó una operación a gran escala en Yenín que duró dos días y dejó al menos 12 palestinos y un soldado israelí muertos, además de unos 100 heridos y más de 3000 refugiados palestinos desplazados. Al menos cuatro personas resultaron heridas por disparos de soldados israelíes en un hospital de la ciudad.

## Geografía
Yenín se encuentra a los pies de una serie de colinas en la zona más septentrional de Cisjordania, en el margen sur del valle de Jezreel (conocido en árabe como Marj Ibn Amer) al que se asoma la ciudad. Su punto más elevado se encuentra a unos 250 metros por encima del nivel del mar y sus zonas más bajas están a 90 metros por encima del nivel del mar. Justo al suroeste de Yenín se encuentra la llanura conocida como Sahl Arraba (o Valle de Dothan), y un poco más al sur está el valle Marj Sanur. A unos 5 kilómetros al este de Yenín está el monte Gilboa (Jabal Faqqua en árabe).
Yenín está a 42 kilómetros al norte de Nablus, a 18 kilómetros al sur de Afula, a 51 kilómetros al sureste de Haifa, a 78 kilómetros al norte de Jerusalén y a 63 kilómetros al norte de Ramala. Las localidades más cercanas son Umm at-Tut y Jalqamus hacia el sureste, Qabatiya y Zababdeh hacia el sur, Burqin al suroeste, Kafr Dan al oeste, Arranah, Jalamah y la aldea árabe-israelí de Muqeible hacia el norte, Deir Ghazaleh al nordeste y Beit Qad y Deir Abu Da'if al este.

## Demografía

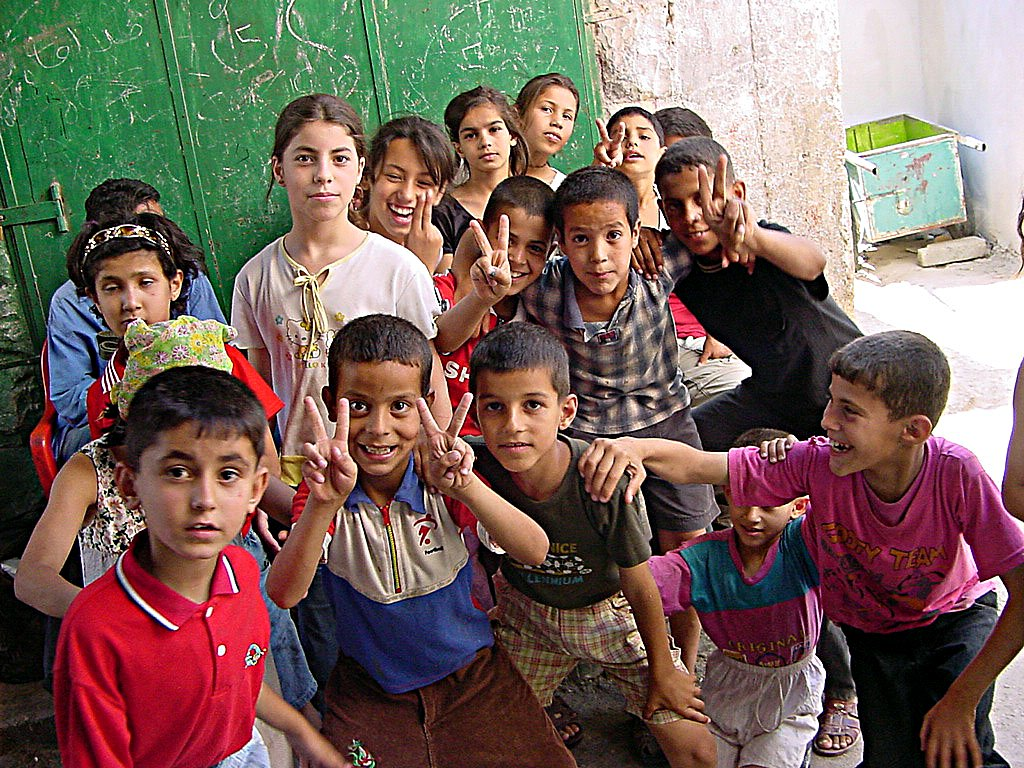
Niños en Yenín

Según el censo de 2007 llevado a cabo por la Oficina Central de Estadísticas de Palestina, la población de Yenín en dicho año era de 39.004 habitantes, mientras que el campamento de refugiados de Yenín tenía 16.209 habitantes en 2014 (12.250 de ellos registrados como refugiados), todos ellos viviendo en 373 dunams (37,3 hectáreas) de terreno. En torno al 42,3% de la población del campamento era menor de 15 años.

### Evolución histórica
| Año  | Población de Yenín |
| ---- | ------------------ |
| 1821 | aprox. 1500-2000   |
| 1838 | aprox. 2000        |
| 1870 | aprox. 2000        |
| 1882 | aprox. 3000        |
| 1922 | 2.637              |
| 1931 | 2.706 + 68         |
| 1945 | 3.990              |
| 1997 | 26.681             |
| 2007 | 39.004             |

## Política
El municipio de Yenín se creó en 1886, cuando Palestina formaba parte del Imperio Otomano, con tan solo 80 votantes y elecciones cada 4 años que duraron hasta 1982, cuando Israel tomó el control del municipio hasta 1995.

### Lista de alcaldes de Yenín
| - Andulmajeed Mansour - Abdulrahman Al-Haj Hassan - Ragheb Al-Souki - Al-Haj Hassan Fazaa' - Tawfeek Mansour - Bshara Atallah - Hussein al-Abboushi - Aref Abdulrahman - Fahmi al-Abboushi | - Tahseen Abdulhadi - Abdulraheem Jarrar - Saleh Arif Azzouqa - Hussni Al-Souki - Ahmed Kamal Al-saa'di - Ahmed Shawki Al-Mahmoud - Shehab Al-Sanouri - Abdullah Lahlouh - Waleed Abu Mwais (nombrado) - Hatim Jarrar |  |

El 15 de diciembre de 2005 hubo elecciones para la alcaldía de Yenín. De los quince puestos en el consejo municipal, Hamás consiguió 8 y una coalición local de Fatah y el Frente Popular para la Liberación de Palestina los otros 7, siendo una de las muchas ciudades palestinas donde Hamás creció espectacularmente. El alcalde elegido en Yenín fue Hadem Rida.

## Lugares de interés
La ciudad tiene un monumento a los pilotos alemanes derribados en Yenín durante la Primera Guerra Mundial, en el que se puede observar una hélice de madera original. Un viejo aeródromo que data del Mandato Británico, el aeropuerto de Muqeible, se encuentra también en Yenín. La principal mezquita (y la más grande) de Yenín es la Mezquita Fatima Khatun, que fue construida en 1566. El hospital de la ciudad fue bautizado con el nombre de Khalil Suleiman, un médico de la ciudad que murió en una ambulancia alcanzada por una granada israelí. 

## Educación y Cultura
La Universidad Árabe-Americana se encuentra en los alrededores de Yenín.
El Cinema Jenin es el mayor cine de la zona. Sus instalaciones, que reabrieron en 2010 después de permanecer 23 años cerradas, tiene tanto salas cubiertas como al aire libre, una videoteca e instalaciones educativas. Cuerdas de Libertad es una orquesta fundada en Yenín por una árabe israelí, Wafaa Younis, que viaja desde su casa en el Israel central para enseñar música a la juventud local.
Desde 2010, el Consejo Regional de Gilboa ha estado trabajando con las autoridades de la Gobernación de Yenín en el desarrollo de proyectos turísticos comunes.